# Grafschaft Wildungen
Die Grafschaft Wildungen war eine kurzlebige Herrschaft, die 1185 begründet wurde und spätestens 1247 wieder endete.

## Ursprünge
Gebiete an der oberen und mittleren Eder, insbesondere um das heutige Bad Wildungen in Nordhessen, waren schon in der älteren post-karolingischen Epoche und zur Zeit der Konradiner-Vorherrschaft in Hessen zumindest teilweise im Besitz bzw. unter der Verwaltung der Grafen Gozmar, den wahrscheinlichen Vorfahren der Grafen von Reichenbach und damit der Grafen von Ziegenhain. So ist beurkundet, dass im Jahre 850 ein Gozmar dem Kloster Fulda seine Besitzungen in den sieben Dörfern Affoldern, Buhlen, Gleichen, Haine, Mehlen, Schreufa und Viermünden schenkte.
Das Gebiet um Wildungen gehörte in der Folge zum Herrschaftsbereich der Reichenberger, die sich in der ersten Hälfte des 12. Jahrhunderts, wohl nach dem Tode von Graf Rudolf I. von Reichenbach 1123, unter seinen Brüdern Gozmar II. und Poppo I. in eine Ziegenhainer und eine Reichenbacher Linie teilten, wobei die Herrschaft Wildungen zum Ziegenhainer Zweig kam. Dort folgten auf Gozmar II. sein Sohn Gottfried I. und dann dessen Sohn Gozmar III.

## Gründung der Grafschaft Wildungen
Gozmar III. kam im Juli 1184 beim Erfurter Latrinensturz ums Leben, ohne einen Sohn zu hinterlassen. Seine Tochter Lukardis (oder Luitgart) (* um 1160, † nach 1207) heiratete 1185 den Grafen Friedrich von Thüringen (* um 1155, † 1229), den dritten Sohn des Ludowinger Landgrafen Ludwig II. von Thüringen und der Judith von Hohenstaufen, Halbschwester des Kaisers Friedrich Barbarossa. Friedrich war zunächst für eine kirchliche Laufbahn vorgesehen, wurde entsprechend ausgebildet, und war von 1171 bis etwa Juli 1178 Propst zu St. Stephan in Mainz. Er ließ sich dann jedoch von seinen kirchlichen Gelübden entbinden und war danach in langem Streit um sein Erbe verwickelt.
Lukardis brachte die Herrschaft Wildungen mit in ihre Ehe mit Friedrich, und dieser nannte sich seitdem Graf von Wildungen. Somit kam wichtiger Ziegenhainer Allodbesitz an die Ludowinger, die 1137 bereits die Gisonen in Nieder- und Oberhessen beerbt hatten, und die dadurch ihre Vormachtbestrebungen in Hessen weiter fördern konnten. 1186 wurde Friedrich förmlich als Gozmars Nachfolger als Graf von Wildungen, Graf von Ziegenhain und Wegebach und Vogt zu Staufenberg und Reichenbach bestätigt. Im September 1229 erbte er auch das wichtige und einträgliche Amt des Domvogts von Fulda, das bis dahin erblich in der Hand der Reichenbacher gewesen war.
Für die Ziegenhainer und Reichenbacher war das Ergebnis dieser Heirat ein erheblicher Verlust, insbesondere da zuvor schon Amt und Burg Waldeck durch die Heirat einer anderen Reichenbacher Erbin, Poppo I. von Reichenbachs Tochter Luitgart, an Volkwin II. von Schwalenberg gekommen war, dessen Familie auf diesem Grundstock die Grafschaft Waldeck aufbaute. Darüber hinaus begründete die Heirat Friedrichs mit Lukardis auch Erbansprüche der Ludowinger auf Reichenbach, die Burg und Vogtei Keseberg, die starke Burg Staufenberg bei Gießen sowie auf Ziegenhain und Treysa. Gozmars Bruder und Nachfolger Rudolf II. von Ziegenhain wehrte sich vehement gegen diese Ansprüche, und der Streit, der nach 1227 weiter eskalierte, wurde erst 1233 vertraglich beigelegt.
Friedrich von Wildungen begann im Jahre 1200 mit dem Bau der Burg Friedrichstein in Alt-Wildungen.

## Ende der Grafschaft
Friedrichs Ehe mit Luitgard entstammten ein Sohn, Ludwig, und zwei Töchter, Sophie (* 1185/90, † nach 2. April 1247) und Judith († 6. Oktober 1220). Letztere heiratete den Grafen Friedrich II. von Brehna und Wettin.
Sophie, die ältere, beerbte ihren Vater und Bruder als Gräfin von Wildungen. Sie heiratete Burchard VI. „Kurzhand“ von Querfurt (* um 1185, † 1243/1246), den Burggrafen von Magdeburg. Dieser verkaufte, noch vor 1227, die Burgen Keseberg und Wildungen an Landgraf Ludwig IV. (den Heiligen) von Thüringen. Da ihm dazu die Einwilligung seiner Frau, der rechtmäßigen Eigentümerin, und deren Familie fehlte, kam es darüber zu erneutem Streit zwischen den Ziegenhainern und den Ludowingern. Erst 1233 einigte sich Graf Berthold I. von Ziegenhain mit Landgraf Konrad von Thüringen, der für seinen Bruder, den Landgrafen Heinrich Raspe, die hessischen Besitzungen der Ludowinger verwaltete, über das ziegenhainische Erbe von Konrads vier Jahre zuvor verstorbenem Onkel Friedrich von Wildungen. In einem in Marburg geschlossenen Vertrag musste Berthold auf Reichenbach, Wildungen, die Burg Hollende, die Keseburg und die südwestliche Hälfte der Vogtei Keseberg verzichten. Das Gericht Hofgeismar allerdings, in dem der Keseberg lag, blieb Mainzer Lehen der Vögte von Keseberg. Ein Gerichtsentscheid von 1244 bestätigte noch einmal, dass der Grund, auf dem die Burg stand, landgräflich sei, während die Umgebung dem Kloster Haina gehöre.
Nach dem Tod Heinrich Raspes im Jahre 1247, mit dem die Ludowinger im Mannesstamm ausstarben, versuchte Erzbischof Siegfried III. von Mainz, die mainzischen Lehen der Landgrafen einzuziehen. Burchard VI. von Magdeburg war inzwischen verstorben, und seine Witwe, Gräfin Sophia von Wildungen, hatte als eigentliche Erbin geplant, Wildungen und Keseberg an Mainz zu verkaufen. Sie trat 1247, kurz vor ihrem Tod, ihre Rechte an beiden Burgen an den Erzbischof ab, aber Sophie von Brabant, die im nach Heinrich Raspes Tod ausgebrochenen thüringisch-hessischen Erbfolgekrieg für ihren Sohn Heinrich I. um das Ludowinger Erbe kämpfte, erkannte dies nicht an, und beide Burgen blieben im Besitz der Landgrafschaft. 
Mit Sophias Tod 1247 endete die kurzlebige Grafschaft Wildungen.
Noch während des thüringisch-hessischen Erbfolgekrieges, im Jahre 1263, kam Wildungen durch Vertrag zwischen Heinrich I. von Hessen und dem Grafen Adolf I. von Waldeck, der Heinrichs Kampf gegen die Abtei Corvey und die Bischöfe von Paderborn um die territoriale Vorherrschaft im nordhessischen Grenzgebiet zu Westfalen unterstützt hatte, an Waldeck.